# Napaeus palmaensis
Napaeus palmaensis is een slakkensoort uit de familie van de Enidae. De wetenschappelijke naam van de soort is voor het eerst geldig gepubliceerd in 1872 door Mousson.